# 장흥 천관사 석등
장흥 천관사 석등(長興 天冠寺 石燈)은 대한민국 전라남도 장흥군 관산읍, 천관사에 있는 석등이다. 1986년 2월 7일 전라남도의 유형문화재 제134호로 지정되었다.

## 개요
천관사 극락보전 아래쪽에 놓여 있는 석등으로, 바닥돌을 제외한 각 부분이 8각을 이루고 있다.
등불을 밝혀두는 화사석(火舍石)을 중심으로, 아래에는 3단의 받침을 두고 위로는 지붕돌과 머리장식을 얹었다. 받침부분은 아래·윗받침돌에 서로 대칭되는 연꽃을 새기고, 그 사이는 기둥을 세워 가운데 받침을 삼았다. 화사석은 불빛이 퍼져나오도록 4곳에 창을 뚫었다. 지붕돌은 여덟 귀퉁이가 시원스레 들려있어 경쾌한 처마선을 그린다. 꼭대기에는 얇은 받침 위로 높지막한 꽃봉우리 모양의 머리장식이 놓여있다.
적당한 규모에 단아한 양식수법이 돋보이는 작품으로, 통일신라 후기의 작품으로 추정된다.

## 참고 자료
- 천관사석등 - 국가유산청 국가유산포털